# ネツゲン
株式会社ネツゲンは、ドキュメンタリーや情報・教養番組などのテレビ番組やドキュメンタリー映画を制作する映像制作会社である。

## 沿革

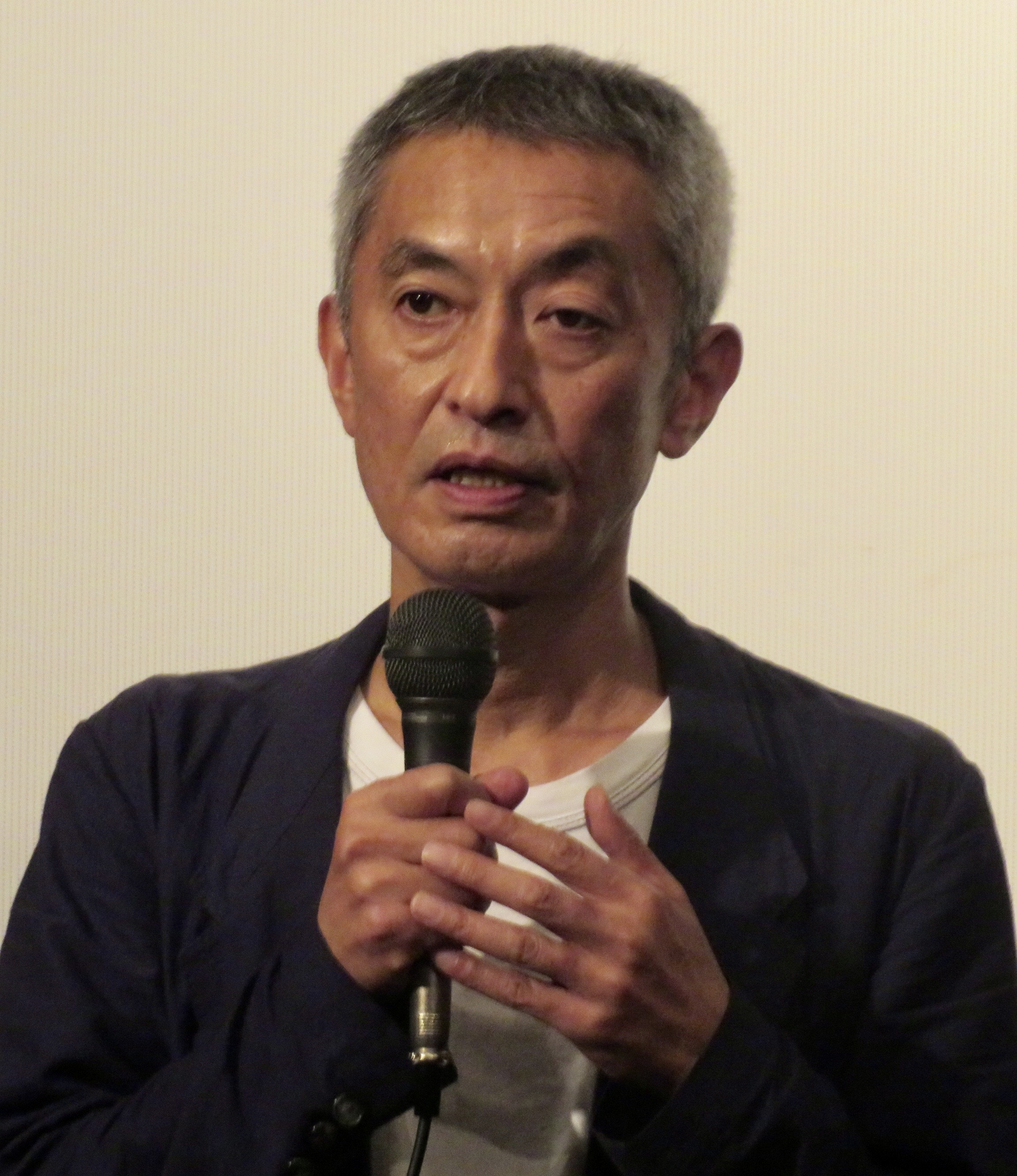
創立者の大島新

2003年に大島新により新宿区四谷に設立された株式会社蒼玄社が前身。2009年春に社名を株式会社ネツゲンに改称、事務所を港区赤坂に移転する。2020年、神野敬久が代表に就任。
毎日放送「情熱大陸」やフジテレビ「ザ・ノンフィクション」、NHK「英雄たちの選択」「SWITCHインタビュー達人達」など多数のテレビ番組を制作している一方、ドキュメンタリー映画の製作も行っている。

## テレビ番組
- NHK／NHKスペシャル
- NHK／英雄たちの選択
- NHK／課外授業 ようこそ先輩
- NHK Eテレ／SWITCHインタビュー達人達
- NHK Eテレ／ETV特集
- フジテレビ／ザ・ノンフィクション
- 毎日放送／情熱大陸

## 映画
- 『シアトリカル　唐十郎と劇団唐組の記録』（2007年／監督：大島新）
- 『園子温という生きもの』（2016年／監督：大島新）[1]
- 『カレーライスを一から作る』（2016年／監督：前田亜紀）[2]
- 『ラーメンヘッズ』（2018年／監督：重乃康紀）[3]
- 『ぼけますから、よろしくお願いします。』（2018年／監督：信友直子）[4]
- 『なぜ君は総理大臣になれないのか』（2020年／監督：大島新）
- 『香川1区』（2021年12月／監督：大島新）
- 『ぼけますから、よろしくお願いします。〜おかえり お母さん〜』（2022年／監督：信友直子）
- 『劇場版 センキョナンデス』（2023年2月18日公開／監督：ダースレイダー、プチ鹿島）
- 『シン・ちむどんどん』（2023年8月11日公開／監督：ダースレイダー、プチ鹿島）
- 『国葬の日』（2023年9月16日公開／監督：大島新）
- 『NO 選挙，NO LIFE』（2023年11月18日公開／監督：前田亜紀）
- 『うんこと死体の復権』（2024年8月3日公開／監督：関野吉晴）